# سرود کریسمس (فیلم ۱۹۹۷)
«سرود کریسمس» (انگلیسی: A Christmas Carol (1997 film)) فیلمی در ژانر فانتزی است. از بازیگران آن می‌توان به تیم کوری، ووپی گلدبرگ، اد اسنر، و مایکل یورک اشاره کرد.